# Морозов Григорій Йосипович
Григорій Йосипович Морозов (рос. Морозов Григорий Иосифович; 1921—2001) — радянський та російський правознавець, заслужений діяч науки Росії, доктор юридичних наук, професор, почесний президент Всесвітньої федерації асоціацій сприяння ООН.
Перший чоловік дочки Й. В. Сталіна — С. Й. Аллілуєвої.

## Біографія
Народився 10 серпня 1921 року в Москві в сім'ї комерційного директора парфумерної фабрики Йосипа Григоровича (1888—1966) та Ревеки Марківни (1888—1973) Морозових. Навчався в одному класі із сином Й. В. Сталіна — Василем Сталіним у 175 школі Москви.
У 1944 році одружився з дочкою Сталіна — Світланою Аллілуєвою. У них народився син Йосип, усиновлений згодом другим чоловіком Світлани. У 1948 році шлюб було розірвано.
У лютому 1948 року батько Григорія Йосип Морозов був заарештований за звинуваченням у «наклепницьких вигадках проти глави Радянської держави» і перебував в ув'язненні до 1953 року. Сам Григорій в 1949 році закінчив МДІМВ і отримав роботу в МЗС СРСР.
У 1960-х роках викладав на кафедрі міжнародного права МДІМВ, будучи випускником першого випуску цього ВНЗ.
Помер 10 грудня 2001 року на 81 році життя. Похований у Москві на Востряковському цвинтарі поряд із батьками.

## Основні роботи
Монографії
- Морозов Г. И. Новый шаг к прочному миру. М.,1958.
- Морозов Г. И. Международные организации. Некоторые вопросы теории. 2-е изд., доп. М.: Мысль, 1974. 332 c.
- Морозов Г. И. Терроризм — преступление против человечества (международный терроризм и международные отношения). М., 1997. 87 c. (2-е, переработанное и дополненное издание. М., ИМЭМО РАН, 2001)
- Морозов Г. И. Организация Объединенных Наций. Основные международно-правовые аспекты структуры и деятельности. М.: Изд-во ИМО, 1962. 511 c.
- Морозов Г. И. Организация Объединенных Наций. К 15-летию Устава ООН. М.: Изд-во ИМО, 1960. 190 c.
- Морозов Г. И. ООН на рубеже XXI века (кризис миротворчества ООН). М., 1999.

Дисертації
- Уголовная ответственность за пропаганду агрессии: Дис. … канд. юрид. наук. Москва, 1951.
- Организация Объединенных Наций (международно-правовые аспекты структуры и деятельности): Дис. … д.ю.н. Москва, 1961

Навчальні посібники та довідкові видання
- Курс международного права. Учебный курс. 2-е изд., перераб. и доп. / Редкол.: Кожевников Ф. И. (Отв. ред.), Менжинский В. И., Мовчан А. П., Морозов Г. И. М.: Международные отношения, 1966. 648 с.
- Курс международного права. Учебник / Г. И. Морозов и др.; Отв. ред. Блищенко И. П., Кожевников Ф. И. 3-е изд., перераб. и доп. М.: Международные отношения, 1972. 384 c.
- Курс международного права: Основные институты и отрасли современного международного права. В 6-ти томах. Т. 5 / Г. И. Морозов и др. М.: Наука, 1969. 445 c.
- Курс международного права: Отрасли международного права. В 7-ми томах. Т. 6 / Г. И. Морозов и др. М.: Наука, 1992. 312 c.
- Международное право. Учебный курс / Морозов Г. И. (ред.) и др. М.: Международные отношения, 1964. 679 c.
- Международные неправительственные организации. Справочник / Морозов Г. И. (ред.) и др. М.: Наука, 1967. 487 с.